# ITF Wheelchair Tennis Tour
L'ITF Wheelchair Tennis Tour  (attualmente sponsorizzato come Uniqlo Wheelchair Tennis Tour e abbreviato in Uniqlo Tour) è un circuito di tennis per uomini e donne disabili. Ci sono tre divisioni: Uomini, Donne e Quad. La divisione Quad è una categoria mista, riservata ai giocatori con disabilità in almeno tre arti, ai quali è consentito l'uso di sedie a rotelle motorizzate. Il tour è stato istituito nel 1992 e all'epoca comprendeva solo 11 eventi. Attualmente il tour conta oltre 160 eventi.

## Panoramica
L'ITF Wheelchair Tennis Tour è il circuito mondiale del tennis in sedia a rotelle. È anche il ramo della Federazione Internazionale di Tennis che ha lo scopo di proteggere gli interessi del gioco del tennis in sedia a rotelle. Nel 2024, il tour copre oltre 160 tornei in 40 diversi paesi. Gli obiettivi principali del tour sono:
- Fornire opportunità a migliaia di persone con disabilità fisiche di competere in eventi organizzati al massimo livello di organizzazione e professionalità.
- Offrire competizioni ad alta intensità ed emozioni per uomini, donne, giocatori junior e quad dal livello ricreativo a quello professionale.
- Aumentare la consapevolezza delle persone con disabilità in tutto il mondo
- Dare agli atleti su sedia a rotelle il giusto riconoscimento come atleti di alto livello
- Creare opportunità per gli atleti di divertirsi e competere in uno sport per tutta la vita con persone normodotate e disabili.[1]

## Storia
Il tennis in sedia a rotelle è iniziato negli anni '70 grazie a Jeff Minnenbraker e Brad Parks . Il primo torneo ebbe luogo a Los Angeles nel 1977, vinto da Parks. Nel 1980 è stata costituita la Fondazione Nazionale del Tennis in Carrozzina (NFWT). È stato inoltre istituito un circuito di 10 tornei negli Stati Uniti, incluso il primo US Open di tennis in sedia a rotelle. Nel 1981 venne costituita la Wheelchair Tennis Players Association (WTPA).
Il WTPA è stato costituito per:a) Promuovere il tennis competitivo su sedia a rotelle per i disabili fisici in tutto il mondo; b) Stabilire e applicare regole che creino un gioco giusto ed equo per tutti i partecipanti; c) Organizzare una rete competitiva di tornei sanzionati dall'associazione; d) Formulare un sistema uniforme in tutto il mondo.
Anche il WTPA con l'NFWT formava il Grand Prix Circuit, che collegava quattro tornei nelle principali città terminando con gli US Open. I primi tornei fuori dagli Stati Uniti iniziarono in Francia nel 1982 con quattro tornei. La prima competizione a squadre, la World Team Cup, è stata istituita nel 1985. Il NEC Tour è stato formato nel 1992.
Nel 1998 la WTPA venne incorporata nella USTA.

## Tour UNIQLO
L'UNIQLO Wheelchair Tennis Tour (precedentemente "NEC Tour") comprende diverse categorie di eventi. I più prestigiosi sono i Grandi Slam e i Master di tennis in carrozzina . Il livello successivo dei tornei è la Super Series. Le altre categorie del tour principale sono conosciute come ITF 1, 2 e 3 (precedentemente note come Championship Series) con futures per i giocatori in via di sviluppo (formalmente noti come tour satellite). Negli Slam il premio in denaro è determinato dagli organizzatori. Per il resto degli eventi ITF, ci sono importi di montepremi (totale) stabiliti dall'ITF.
| Categoria evento | Premio in denaro totale ( USD ) | Punti in classifica del vincitore | Organo direttivo |
| ---------------- | ------------------------------- | --------------------------------- | ---------------- |
| Grande Slam      | Vedi i singoli tornei           | 800                               | ITF              |
| Serie Master ITF | Vedi i singoli tornei           | 800                               | ITF              |
| Superserie ITF   | min. 45.000                     | 650                               | ITF              |
| ITF1             | min. 32.000                     | 325                               | ITF              |
| ITF2             | min. 22.000                     | 220                               | ITF              |
| ITF3             | min. 14.000                     | 120                               | ITF              |
| Future ITF       | min. 3.000                      | 95                                | ITF              |